# Oliver Horn
Oliver Horn (n. 22 iunie 1901, Saint Louis, Missouri, SUA – d. 10 octombrie 1960, Grosse Ile Township⁠(d), Comitatul Wayne, Michigan, Michigan, SUA) a fost un jucător de polo pe apă ce a reprezentat Statele Unite ale Americii, medaliat olimpic. A participat la o ediție a Jocurilor Olimpice (1924) în care a câștigat o medalie de bronz.

## Participări
Lista de mai jos prezintă principalele competiții la care a participat Oliver Horn de-a lungul carierei.
- Jocurile Olimpice de vară din 1924